# Ilona
Ilona ist die ungarische Variante des weiblichen Vornamens Helena.

## Namenstag
- 18. August

## Namensvarianten
- Jelka (ungarisch / Kurzform)
- Ilonka  (ungarisch / Verkleinerungsform)
- Ilka (ungarisch / Nebenform)
- Iluska (ungarisch / Nebenform)
- Inka (friesisch) und (ungarisch)

## Bekannte Namensträgerinnen
- Ilona Bodden (1940–1985), deutsche Lyrikerin, Kinderbuchautorin und Übersetzerin
- Ilona Brokowski (* 1979), deutsche Synchronsprecherin
- Ilona Bronewizkaja (* 1961), russische Schauspielerin, Sängerin und Moderatorin
- Ilona Bruzsenyák (* 1950), ungarische Leichtathletin
- Ilona Christen (1951–2009), deutsche Hörfunk- und Fernsehmoderatorin
- Ilona Deckwerth (* 1961), deutsche Politikerin (SPD)
- Ilona Dörr (* 1948), hessische Politikerin
- Ilona Elek (1907–1988), ungarische Florett-Fechterin
- Ilona Grandke (* 1943), deutsche Schauspielerin, Sängerin und Synchronsprecherin
- Ilona Grübel (* 1950), deutsche Filmschauspielerin
- Ilona Gusenbauer (* 1947), österreichische Leichtathletin
- Ilona Haberkamp (* 1957), deutsche Jazzmusikerin (Alt- und Sopransaxophon)
- Ilona Jeismann (1945–2020), deutsche Hörfunk-Autorin
- Ilona Kasdepke (* 1961), deutsche Politikerin
- Ilona Kickbusch (* 1948), deutsche Gesundheitsexpertin
- Ilona Lenk (* 1964), deutsche Malerin, Bühnen- und Kostümbildnerin
- Ilona Massey (1910–1974), US-amerikanische Schauspielerin
- Ilona Mayer-Zach (* 1963), österreichische Autorin und Schriftstellerin
- Ilona Mitrecey (* 1993), französische Sängerin
- Ilona Nord (* 1966), deutsche evangelische Theologin und Hochschullehrerin
- Ilona Novák (1925–2019), ungarische Schwimmerin
- Ilona Prunyi (* 1941), ungarische Pianistin
- Ilona Richter (* 1953), deutsche Ruderin
- Ilona Riedel-Spangenberger (1948–2007), deutsche Theologin
- Ilona Schulz (* 1955), deutsche Sängerin, Schauspielerin und Synchronsprecherin
- Ilona Slupianek (* 1956), deutsche Leichtathletin
- Ilona Staller (* 1951), italienische Pornodarstellerin und Politikerin
- Ilona Štěpánová-Kurzová (1899–1975), tschechische Pianistin und Klavierlehrerin
- Ilona Stulpinienė (* 1963), litauische Musikerin und Politiker von Šiauliai, Mitglied des Seimas
- Ilona Tatai (* 1935), ungarische Wirtschaftsmanagerin und Politikerin der Ungarischen Sozialistischen Arbeiterpartei
- Ilona Uhlíková (* 1954), tschechische Tischtennisspielerin
- Ilona Varga (* 1960), ungarische Journalistin, Übersetzerin und Herausgeberin
- Ilona Wessner (* ?), deutsche Kriminalbeamtin
- Ilona Witkowska (* 1987), polnische Dichterin
- Ilona Ziok (* 1968), deutsche Dokumentarfilmerin

Pseudonym
- Ilona Andrews, Pseudonym des Schriftsteller-Ehepaares Ilona und Andrew Gordon